# Alexandre Clapier
Alexandre Clapier est un avocat et homme politique français né le 27 avril 1798 à Marseille (Bouches-du-Rhône) et mort le 29 janvier 1891 à Marseille.

## Biographie
Alexandre Clapier est le fils de François-Xavier Clapier, un négociant marseillais qui commença le premier à commercer avec les États-Unis, et de Suzanne Marie Aubert. Après de bonnes études au collège de Juilly, il entre à la Faculté de droit d'Aix-en-Provence, où il a pour condisciples et amis Thiers et Mignet. Il débute comme avocat à Paris de 1818 à 1825 ; c'est à cette époque qu'il publie avec un autre avocat, Honoré Clair, Le barreau français, collection des chefs-d'œuvre de l'éloquence judiciaire en France, édition Panckoucke, Paris, 1823-1824 en 16 volumes et Le Barreau anglais, ou choix des plaidoyers des avocats anglais, édition Nabu press, 1824, en 3 volumes. Il revient à Marseille où il achète une étude d'avoué et ne se fait inscrire de nouveau en qualité d'avocat que vers 1838. Il est élu conseiller municipal en 1833.
Député des Bouches-du-Rhône de 1846 à 1848, il siège au centre et soutient la majorité. Le 30 juillet 1840 il est élu à l'Académie de Marseille.
Président du Conseil général des Bouches-du-Rhône en 1850, il démissionne en 1852 et se tient éloigné de la politique sous le Second Empire, devenant bâtonnier de l'ordre des avocats de Marseille.
Il est élu représentant des Bouches-du-Rhône aux élections complémentaires du 2 juillet 1871, et siège au centre gauche. Après la chute de Thiers, il bascule dans les rangs des conservateurs monarchistes au centre droit. Il défend avec conviction les thèses libres-échangistes ; on redoute ses discours interminables et son inépuisable éloquence qui le font surnommer « la plus grande des bouches du Rhône ». En décembre 1874, il prend avec vigueur la défense du peuple algérien contre les colons soutenus par la gauche. C'est un homme cultivé, il collabore à La Revue britannique dans laquelle il publie de nombreux articles, et riche, il possède une magnifique propriété à Roquefeuil à Pourrières ainsi que des terres agricoles en Algérie.
Il épouse Léontine Blain (belle-sœur d'Eugène Estrangin, président du Tribunal de commerce de Marseille), d'où notamment :
- Eulalie, épouse du banquier Léon Gay (dont une fille épousera Jules Rostand (1847-1930) et une autre sera la mère de Charles Deschars)[3]
- Adèle, épouse de Charles Rostand (fils de Bruno Rostand, puis du baron Charles Reynaud de Trets (petit-fils de Charles Jean-Baptiste Jacques Édouard Reynaud de Trets)
- Eugénie, épouse de Joseph Court de Payen et mère d'Alfred Court

Il meurt déçu par la politique et recommande à ses descendants de ne pas en faire.

## Hommage
La rue Clapier à Marseille est nommée en son honneur.

## Œuvres écrites
Son œuvre écrite est considérable ; on peut citer :
- Marseille, son passé, son présent et son avenir, Guillaumin et Cie, 1863, 220 p.
- Précis historique sur le commerce de Marseille, Guillaumin, 1863, 87 p.
- La question des sucres: projet de loi pour la session de 1864, Barlatier-Feissat et Demonchy, 1864
- Le dock de Marseille et les portefaix, question des coalitions et des associations ouvrières, 1865
- Du droit de propriété à propos de la loi du 14 juillet 1866 sur les Droits d'Auteur, Marseille, Mémoire de l'Académie de Marseille, 1865-1867, 36 p. (lire en ligne)
- Les origines de l'histoire romaine
- De l'École anglaise et de l'École américaine en économie politique, Académie de Marseille (lire en ligne)
- Du Musée de Marseille et des tableaux de l'Intendance sanitaire, Mémoire de l'Académie de Marseille, 1872, 21 p. (lire en ligne)

## Sources bibliographiques
- « Alexandre Clapier », dans Adolphe Robert et Gaston Cougny, Dictionnaire des parlementaires français, Edgar Bourloton, 1889-1891 [détail de l’édition]
- Paul Masson (dir.) et H. Barré, Encyclopédie Départementale des Bouches-du-Rhône, t. VI : Biographies, Marseille, Archives départementales des Bouches-du-Rhône, 1913, 561 p., p. 127-129
- Jean Chélini (dir.), Félix Reynaud (dir.), Madeleine Villard (dir.) et Académie de Marseille, Dictionnaire des marseillais, Marseille, Édisud, 2001, 368 p., 24,5 × 17,5 cm (ISBN 2-7449-0254-3), p. 98
- Charles Vincens, Notice sur M. Alexandre Clapier, ancien député, membre de la classe des sciences (1891)